# Верме, Таддео Луиджи даль
Таддео Луиджи даль Верме (итал. Taddeo Luigi Dal Verme; 16 февраля 1641, Пьяченца, Пармское герцогство — 12 января 1717, Феррара, Папская область) — итальянский куриальный кардинал, доктор обоих прав. Епископ Фано с 20 декабря 1688 по 2 января 1696. Епископ Имолы с 2 января 1696 по 14 марта 1702. Епископ Феррары с 14 марта 1702 по 12 января 1717. Кардинал-священник с 12 декабря 1695, с титулом церкви Санти-Бонифачо-э-Алессио с 2 января 1696 по 12 января 1717.